# Henri François Marie Charpentier
Pour les articles homonymes, voir Charpentier (homonymie).
 (avril 2019).
Si vous disposez d'ouvrages ou d'articles de référence ou si vous connaissez des sites web de qualité traitant du thème abordé ici, merci de compléter l'article en donnant les références utiles à sa vérifiabilité et en les liant à la section « Notes et références ».
Henri François Marie Charpentier, né le 23 juin 1769 à Soissons (Aisne) et mort le 14 octobre 1831 à Oigny-en-Valois (Aisne), est un général français de la Révolution et de l’Empire.

## Biographie
Il appartient à une famille de robe qui le destine au barreau, mais enthousiaste de la Révolution française et de ses principes, il s'engage en 1792 dans le 1er bataillon de volontaires de l'Aisne, est élu capitaine, passe à l'armée du Nord, et devient aide de camp du général Hatry. Nommé en 1793, adjudant-général chef de bataillon, il assiste en cette qualité, au siège de Luxembourg le 19 prairial an III, et après la capitulation de cette place, le général Hatry le charge de porter à la Convention, avec les nouvelles de cet important succès, les drapeaux enlevés à l'ennemi. Il se présente à la Convention dans la séance du 18 prairial, et reçoit l'accolade fraternelle du président. Puis, sur le rapport de Cambacérès, l'assemblée rend un décret portant que les vainqueurs de Luxembourg n'avaient point cessé de bien mériter de la patrie.
En l'an VII et en l'an VIII, il fait la campagne d'Italie comme chef de bataillon dans le 94e régiment de ligne. Il se distingue à la bataille de Novi, à la bataille de la Trebbia, où il a deux chevaux tués sous lui et est blessé au bas-ventre. Enfin, il prend une part glorieuse à la bataille de Marengo. Récompensé de ses services par le grade de général de brigade le 5 avril 1799, il devient chef d'état-major sous Moncey et sous Jourdan.
En l'an XII, le premier Consul le fait membre et commandeur de la Légion d'honneur les 19 frimaire et 25 prairial, et le nomme ensuite général de division le 16 février 1804. Employé en Espagne en l'an XIII, il se trouve à la bataille de Burgos. L'année suivante, l'Empereur l'appelle au commandement d'une division à l'armée d'Italie, et il remplit les fonctions de chef d'état-major de l'armée de Masséna.
En 1809, il fait la campagne d'Autriche, et se conduit avec tant de distinction à la bataille de Wagram que l'Empereur lui confère le titre de comte de l'Empire peu de jours après. En 1812, il est chef d'état-major du corps d'armée commandé en Russie par le prince Eugène, et lors de la prise de Smolensk, Napoléon Ier le fait gouverneur des provinces conquises. À la fin de la retraite de Russie en 1812, il passe chef d'état-major du corps de Davout.
Mis à la tête d'une division pendant la campagne de Saxe en 1813, il fait successivement partie du corps d'armée du prince Eugène et de celui du maréchal Étienne Jacques Joseph Macdonald, duc de Tarente. À la bataille de Lützen, Charpentier, qui tient la droite du 11e corps, enlève aux Prussiens le poste important d'Ersdorf le 2 mai. Le 10 du même mois, il passe sur le pont établi sur l'Elbe, en culbutant l'ennemi. Le 11 et le 12, il enlève les positions de Fischbach, Kapellenberg et Bischoff-Werda. Cette dernière affaire est la plus remarquable. L'arrière-garde du général russe Mikhaïl Andreïevitch Miloradovitch doit se replier précipitamment sur Bautzen, en laissant sur le terrain 1 500 hommes tués ou blessés et 500 prisonniers. Le 20, il se bat à Bautzen, le 16 août, il défend mais en vain, le passage du Bober contre les Russes, et le 16 octobre il est à Wachau. Il prend une part glorieuse à cette bataille, attaque Klenau et enlève une batterie ennemie au-delà du ruisseau Liebert-Wolhwitz. Le 18, il se fait remarquer lors de la bataille de Leipzig, et le 21 novembre, avant de rentrer en France, il reçoit la grand-croix de l'ordre de la Réunion.
Le 15 février 1814, il commande en Essonne une division de la jeune garde nouvellement organisée. Le 17, il forme la réserve du général Jacques Alexandre Allix de Vaux. À la bataille de Craonne le 7 mars, l'Empereur lui confie le commandement de l'infanterie du duc de Bellune et lui ordonne de passer en colonne serrée, le ravin de Bouconville-Vauclair. Il exécute ce mouvement difficile avec beaucoup d'habileté, et parvient heureusement jusqu'au plateau du Chemin des Dames, où les Russes l'attaquent vigoureusement. Appuyé par une batterie d'artillerie de la garde et par les divisions des généraux Boyer et Friant, Charpentier tient ferme, ne tarde pas à prendre l'avantage, chasse les Russes, et avec 4 pièces de canon, il balaie le chemin de Chevregny, où vient de s'engager la gauche de l'ennemi serrée de près par le prince de la Moskowa.
Les Russes battent en retraite sur Laon, où est Blücher, et les avant-postes ennemis s'établissent à Semilly-sous-Laon, Athies-sous-Laon et Clacy-et-Thierret. Le 9 mars, vers quatre heures du matin, le général Charpentier reçoit l'ordre de concentrer, avec les généraux Louis Friant et Philibert Jean-Baptiste Curial, une attaque contre ce dernier village. Le succès couronne les efforts de ces généraux, et 257 Russes, dont 7 officiers, tombent en leur pouvoir.
Après la déroute du duc de Raguse à Berry-au-Bac, Blücher ayant dirigé sur Clacy-et-Thierret trois divisions et les hussards de Black, Charpentier repousse cette attaque, que l'ennemi renouvelle six fois de suite sans pouvoir parvenir à forcer la position. Le lendemain 11 mars, l'armée française continue son mouvement de retraite sur Soissons. Arrivé dans cette ville, Napoléon s'occupe de sa réorganisation, et le commandement de l'une des nouvelles divisions est remis au comte Charpentier, mais ce général n'a plus l'occasion de se distinguer durant le mouvement rétrograde des troupes françaises, et ses derniers efforts sont employés à défendre Paris dans la journée du 30 mars. Pendant cette dernière affaire, il occupe le quartier de la Chapelle, où il dispute le terrain pied à pied à l'ennemi.
Le 8 avril 1814, il donne son adhésion au nouveau gouvernement, et Louis XVIII le fait chevalier de Saint-Louis, grand officier de la Légion d'honneur et inspecteur général. En 1815, il court se ranger sous l'étendard impérial et obtient le commandement de la 12e division militaire à Nantes. Ce retour subit sur lui-même ne peut que déplaire à Louis XVIII qui, à la seconde Restauration, ordonne de le rayer du cadre de l'état-major général. Cette disgrâce est de courte durée, car à son retour de Suisse, où il est allé avec sa famille, il est rétabli dans le cadre d'activité.
À partir de ce moment, le comte Charpentier se tient éloigné des affaires, et meurt le 14 octobre 1831, à Oigny-en-Valois, près de Villers-Cotterêts, où se dresse, non loin de l'église, son cénotaphe.
Sa tombe se trouve au cimetière de Vailly-sur-Aisne dans un caveau abritant également la dépouille du général Claude Carra de Saint-Cyr.
Parmi les noms illustres gravés sur les tables de l'arc de triomphe de l'Étoile, on lit celui de cet officier général, côté Sud.

## Armoiries
| Figure | Blasonnement |
|        | Armes du comte Charpentier et de l'Empire D'azur, au chevron d'or, accompagné en chef de deux colombes affrontées d'argent et en pointe d'un croissant du même, au chef de gueules, chargé de trois étoiles d'argent ; au canton des comtes militaires brochant. |